# Dux limitis Mauretaniae Caesariensis
El dux limitis Mauretaniae Caesariensis , también conocido como dux et praeses provinciae Mauritaniae Caesariensis, o, simplemente dux Mauretaniae fue un cargo militar usado en el Imperio romano de Occidente en el siglo IV. Designaba a la persona que comandaba las fuerzas limitanei situadas en las provincias de Mauritania Cesariense y Mauritania Sitifense.

## Descripción y funciones
El cargo se creó en el siglo IV a consecuencia de la reorganización estratégica del ejército emprendida por Constantino I mediante la que se dividió el ejército en dos grandes bloques: una parte estacionada de manera permanente en las fronteras cuyas unidades —los limitanei— eran comandadas por duces y otra de carácter móvil  —los comitatenses— dirigidos por comes y que apoyaban a los primeros en caso de invasión o se enfrentaba a los invasores si estos conseguían rebasar las fronteras y penetrar en el imperio. En el caso de la diócesis de África fue habitual que los comes estuvieran al mando de fuerzas tanto comitatenses como limitanei. 
Junto al comes Tingitaniae y el comes Africae defendía el limes Mauretaniae. El tramo a su cargo abarcaba desde los montes de la Cabilia al este hasta el inicio de Mauritania Tingitana en el oeste. Para ello se ayudaba del fossatum Africae, una serie de instalaciones defensivas que habían sido construidas durante el principado para contener los ataques de las tribus sureñas.
El cargo desapareció con la conquista de África por los vándalos a mediados del siglo V y fue recuperado bajo la denominación de dux Numidiae en 534, después de que Belisario reconquistase para el Imperio oriental las provincias africanas. A finales del siglo VII, el dux participaría, sin éxito, en la resistencia frente a la invasión de los árabes quienes —para el año 698— habían conseguido incorporar la mayor parte del norte de África a sus dominios.

## Estado Mayor
Contaba con un officium o Estado Mayor que coordinaba la estrategia y asumía el control administrativo y burocrático de las tropas. Estaba formado por los siguientes cargos:
- Un principe, máximo responsable del officium y de la ejecución de las órdenes del comes.
- Dos numerarios que administraban las finanzas y se encargaban de los suministros y la paga a los soldados.
- Un commentariense, encargados de los registros y de la justicia criminal.
- Un corniculario, que ayudaba al principe y asumía sus funciones cuando este no estaba.
- Varios adiutores encargado de las cuestiones jurídicas civiles y que eran asistido por ayudantes (subadiuvae).
- Un Regerendari encargado del transporte y comunicaciones entre las unidades militares.
- Varios Exceptores que se aseguraban de que las órdenes del Estado Mayor eran entendidas y cumplidas por las unidades.
- Varios Singulares et reliquii officiales quienes eran el resto del personal que trabajaba en el Estado Mayor.

## Tropas bajo su mando

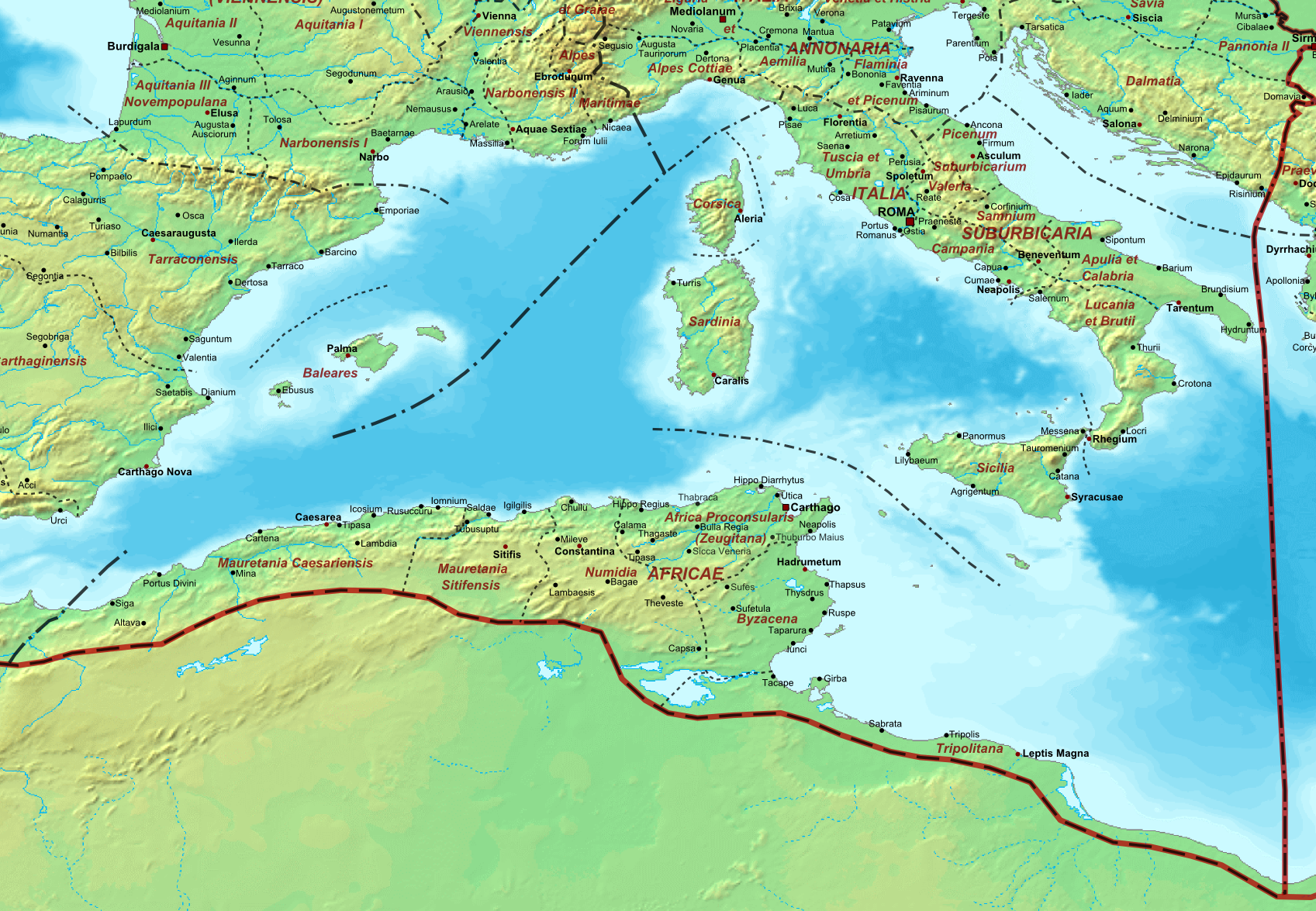
Mapa de la diócesis de África. El dux Mauretaniae Caesariense comandaba las tropas estacionadas en las provincias de Mauritania Cesariense y Sitifense.

El arqueólogo John Wilkes determinó que, en el momento de redactarse la Notitia dignitatum, el grupo de tropas a su cargo se componía de 8 unidades:
A) Una unidad estacionada en las montañas de Cabilia:
- Limes Bidenses estacionados en Bida.

B) Seis unidades estacionadas entre Lambaesis y Siga:
- Limes Audiensis estacionados en Auzia.
- Limes Caputcelensis estacionados en Caputcilani.
- Limes Inferior con ubicación incierta.
- Limes Fortensis con ubicación incierta.
- Limes Muticiatanus con ubicación incierta.
- Limes Augustensis con ubicación incierta.

C) Una unidad estacionada entre Cellas y Numerus Syrorum:
- Limes Columnatensis en Columnata.

Las unidades limes Fortensis y limes Augustensis parecen ser destacamentos de unidades asignadas al comes Africae. Las demás estaban formadas por tribus de gentiles, personas de fuera del imperio, a los que se les concedían tierras en la frontera a cambio de su participación en la defensa de la misma bajo la dirección de oficiales romanos.